# Olympische Winterspiele 1968/Teilnehmer (DDR)
| Gelbes Symbol für Goldmedaillen mit stilisierten Olympischen Ringen | Graues Symbol für Silbermedaillen mit stilisierten Olympischen Ringen | Braundes Symbol für Bronzemedaillen mit stilisierten Olympischen Ringen |
| ------------------------------------------------------------------- | --------------------------------------------------------------------- | ----------------------------------------------------------------------- |
| 1                                                                   | 2                                                                     | 2                                                                       |

Die DDR nahm an den Olympischen Winterspielen 1968 im französischen Grenoble erstmals mit einer eigenen Delegation an Olympischen Winterspielen teil.
Die DDR-Mannschaft bestand aus 57 Athleten, 45 Männern und 12 Frauen. Sie startete dabei letztmals, ebenso wie die Mannschaft der BRD, unter der schwarz-rot-goldene Flagge mit weißen olympischen Ringen in der Mitte.

## Flaggenträger
Der Rennrodler Thomas Köhler trug die Flagge der DDR während der Eröffnungsfeier im Stade olympique.

## Medaillen
Mit einer gewonnenen Gold-, zwei Silber- und zwei Bronzemedaillen belegte das Team der DDR Platz 10 im Medaillenspiegel.

### Gold
- Klaus-Michael Bonsack und Thomas Köhler: Rodeln, Männer, Doppelsitzer

### Silber
- Gabriele Seyfert: Eiskunstlauf, Damen, Einzel
- Thomas Köhler: Rodeln, Männer, Einsitzer

### Bronze
- Klaus-Michael Bonsack: Rodeln, Männer, Einsitzer
- Andreas Kunz: Ski Nordisch, Nordische Kombination

## Teilnehmer nach Sportarten

### Biathlon
Die Biathleten hatten nichts mit dem Ausgang im Einzel zu tun. Im neuen Staffelwettbewerb erkämpften sie sich einen achtbaren 6. Platz.
Herren:
- Hansjörg Knauthe (SG Dynamo Zinnwald)
Einzel (20 km): 21. Platz
- Dieter Speer (SG Dynamo Zinnwald)
Einzel (20 km): 18. Platz
Staffel (4 × 7,5 km): 6. Platz
- Heinz Kluge (SG Dynamo Zinnwald)
Einzel (20 km): 24. Platz
Staffel (4 × 7,5 km): 6. Platz
- Horst Koschka (SG Dynamo Zinnwald)
Einzel (20 km): 10. Platz
Staffel (4 × 7,5 km): 6. Platz
- Hans-Gert Jahn (ASK Vorwärts Oberhof)
Staffel (4 × 7,5 km): 6. Platz

### Eishockey
Bei der einzigen Olympiateilnahme einer DDR-Mannschaft erreichten die Sportler aus den Leistungszentren Berlin, Weißwasser, Crimmitschau und Rostock auf Anhieb die Finalrunde. Dort bezogen sie jedoch vor allem gegen die Großmächte des Eishockeys teilweise hohe Niederlagen und belegten ohne einen Punkt den letzten Platz. Das innerdeutsche Duell konnte dabei mit 2:4 erträglich gestaltet werden. In der Gesamtwertung des olympischen Turniers bedeutete dies den 8. Platz.
Männer
| - Ulrich Noack ( Dynamo Weißwasser) - Bernd Karrenbauer (SC Dynamo Berlin) - Hartmut Nickel (SC Dynamo Berlin) - Helmut Novy (Dynamo Weißwasser) - Wolfgang Plotka (SC Dynamo Berlin) - Wilfried Sock (Dynamo Weißwasser) - Dieter Pürschel (SC Dynamo Berlin) - Klaus Hirche (Dynamo Weißwasser) - Dieter Kratzsch (ASK Vorwärts Crimmitschau) | - Dieter Voigt (SC Dynamo Berlin) - Manfred Buder (Dynamo Weißwasser) - Lothar Fuchs (ASK Vorwärts Crimmitschau) - Peter Prusa (SC Dynamo Berlin) - Joachim Ziesche (SC Dynamo Berlin) - Bernd Poindl (Dynamo Weißwasser) - Dietmar Peters (SC Empor Rostock) - Bernd Hiller (SC Dynamo Berlin) - Rüdiger Noack (Dynamo Weißwasser) |

### Eiskunstlauf
Gabi Seifert konnte eine Silbermedaille gewinnen und begründete damit den später legendären Ruf der Schützlinge um Jutta Müller. Bei den Männern hatte Jan Hoffmann, der mit zwölf Jahren jüngste männliche Olympiateilnehmer aller Zeiten, seine Premiere.
| Frauen: - Gabriele Seyfert (SC Karl-Marx-Stadt) - Sonja Morgenstern (SC Karl-Marx-Stadt) 28. Platz | Männer - Günter Zöller (SC Karl-Marx-Stadt) 11. Platz - Jan Hoffmann (SC Karl-Marx-Stadt) 26. Platz | Paare: - Heidemarie Steiner/Heinz-Ulrich Walther (SC Dynamo Berlin) Paarlauf: 4. Platz - Irene Müller/Hans-Georg Dallmer (SC Dynamo Berlin) Paarlauf: 9. Platz |

### Eisschnelllauf
Mit nur einer Starterin war der Eisschnelllauf neben Ski Alpin im DDR-Team am schwächsten vertreten. Über 1500 m gelang Ruth Budzisch-Schleiermacher ein achtbarer 8. Platz.
Damen:
- Ruth Schleiermacher (SC Dynamo Berlin)
500 m: 16. Platz
1000 m: 12. Platz
1500 m: 8. Platz

### Rodeln
Der Rennrodelwettbewerb der Damen wurde aus Sicht der DDR-Mannschaftsleitung von einem Skandal überschattet, infolge dessen sie kurzzeitig mit der sofortigen Abreise drohte. Die DDR-Rodlerinnen Ortrun Enderlein, Anna-Maria Müller und Angela Knösel lagen nach drei Läufen auf den Plätzen 1, 2 und 4. Kurz vor dem Start des dritten Laufs hatte der polnische Juryvorsitzende Lucjan Świderski eine Stichkontrolle durchgeführt, indem er etwas Schnee auf die Seitenfläche der Eiskante des Schlittens legte. Da dieser schmolz, schlussfolgerte Świderski, dass die Kufen ihrer Schlitten erhitzt worden seien. Dies war seit 1964 gemäß dem Reglement des internationalen Verbandes FIL verboten, da durch das Erhitzen ein Zeitvorteil von rund einer halben Sekunde erzielt werden kann. Enderlein, Müller und Knösel wurden daraufhin von der Jury disqualifiziert.
Die Herren hingegen konnten in beiden Entscheidungen insgesamt einen kompletten Medaillensatz gewinnen.
| Damen: - Anna-Maria Müller (SC Traktor Oberwiesenthal) disqualifiziert - Angela Knösel (SC Traktor Oberwiesenthal) disqualifiziert - Ortrun Enderlein (SC Traktor Oberwiesenthal) disqualifiziert | Herren: - Wolfgang Scheidel (ASK Vorwärts Oberhof) disqualifiziert - Thomas Köhler (SC Traktor Oberwiesenthal) - Horst Hörnlein (ASK Vorwärts Oberhof) 7. Platz - Klaus-Michael Bonsack (SC Traktor Oberwiesenthal) | Doppelsitzer - Horst Hörnlein (ASK Vorwärts Oberhof)/ Reinhard Bredow (SC Traktor Oberwiesenthal) 5. Platz - Klaus-Michael Bonsack / Thomas Köhler (SC Traktor Oberwiesenthal) |

### Ski Alpin
Eberhard Riedel, der als einziger Alpiner je für die DDR am Start war, belegte im Slalomwettbewerb einen achtbaren 13. Platz.
- Eberhard Riedel (SC Traktor Oberwiesenthal)
Abfahrt; ausgeschieden
Riesenslalom:; 41. Platz
Slalom; 13. Platz

### Ski Nordisch

#### Langlauf
Die erstmals eigenständig antretenden Skilangläufer konnten vor allem in den Staffelentscheidungen gute Platzierungen erringen.
| Damen: - Renate Köhler (SC Traktor Oberwiesenthal) 3 × 5-km-Staffel; 6. Platz 5 km; 14. Platz 10 km; 16. Platz - Gudrun Schmidt (SC Motor Zella-Mehlis) 3 × 5-km-Staffel; 6. Platz 5 km; 13. Platz 10 km; 14. Platz - Anni Unger (SC Dynamo Klingenthal) 5 km; 16. Platz 10 km; 22. Platz - Christine Nestler (SC Traktor Oberwiesenthal) 3 × 5-km-Staffel; 6. Platz 5 km; 12. Platz 10 km; 9. Platz | Herren: - Gert-Dietmar Klause (SC Dynamo Klingenthal) 15 km; 33. Platz 30 km; 19. Platz 50 km; 25. Platz 4 × 10-km-Staffel; 7. Platz - Gerhard Grimmer (ASK Vorwärts Oberhof) 15 km; 29. Platz 30 km; 15. Platz 4 × 10-km-Staffel; 7. Platz - Peter Thiel (SC Dynamo Klingenthal) 15 km; 37. Platz 4 × 10-km-Staffel; 7. Platz - Axel Lesser (ASK Vorwärts Oberhof) 15 km; ausgeschieden 30 km; 36. Platz 4 × 10-km-Staffel; 7. Platz - Helmut Unger (SC Dynamo Klingenthal) 30 km; 37. Platz |

#### Skispringen
In einer engen Konkurrenz auf der Normalschanze fehlten Dieter Neuendorf trotz Platz 7 am Ende nur 1,3 Punkte auf den Bronzerang. Auf der Großschanze konnte sich Manfred Queck nach einem 13. Platz im ersten Durchgang noch auf Platz vier verbessern.
- Dieter Neuendorf (ASK Vorwärts Brotterode)
Normalschanze; 7. Platz
Großschanze; 15. Platz
- Manfred Queck (SC Dynamo Klingenthal)
Normalschanze; 14. Platz
Großschanze; 4. Platz
- Wolfgang Stöhr (SC Dynamo Klingenthal)
Normalschanze; 20. Platz
Großschanze; 7. Platz
- Bernd Karwofsky (SC Dynamo Klingenthal)
Normalschanze; 54. Platz

#### Nordische Kombination
Alle drei DDR-Starter waren bessere Läufer als Springer. So gelangte Andreas Kunz nach Platz zehn im Springen noch auf den Bronzerang. Roland Weißpflog verbesserte sich nahezu sensationell von Rang 29 auf den 9. Platz, Karl-Heinz Luck gelang nach Platz 20 im Springen noch der 11. Platz. Der vorgesehene vierte Starter Ralph Pöhland, durchaus mit Medaillenhoffnungen, floh kurz vor Beginn der Spiele in die BRD.
- Andreas Kunz (SC Dynamo Klingenthal)
Einzel (Normalschanze 70 m / 15 km):
- Roland Weißpflog (SC Traktor Oberwiesenthal)
Einzel (Normalschanze 70 m / 15 km): 9. Platz
- Karl-Heinz Luck (SC Motor Zella-Mehlis)
Einzel (Normalschanze 70 m / 15 km): 11. Platz

## Statistik

### Medaillen nach Sportarten
| Medaillenspiegel (bezogen auf die Entscheidungen) | Medaillenspiegel (bezogen auf die Entscheidungen) | Medaillenspiegel (bezogen auf die Entscheidungen) | Medaillenspiegel (bezogen auf die Entscheidungen) | Medaillenspiegel (bezogen auf die Entscheidungen) | Medaillenspiegel (bezogen auf die Entscheidungen) |
| Platz                                             | Mannschaft                                        | Gold                                              | Silber                                            | Bronze                                            | Gesamt                                            |
| ------------------------------------------------- | ------------------------------------------------- | ------------------------------------------------- | ------------------------------------------------- | ------------------------------------------------- | ------------------------------------------------- |
| 1                                                 | Rennrodeln                                        | 1                                                 | 1                                                 | 1                                                 | 3                                                 |
| 2                                                 | Eiskunstlauf                                      | 0                                                 | 1                                                 | 0                                                 | 1                                                 |
| 3                                                 | Nordische Kombination                             | 0                                                 | 0                                                 | 1                                                 | 1                                                 |

### Medaillen nach Sportclubs
| Medaillenspiegel (bezogen auf die einzelnen Athleten) | Medaillenspiegel (bezogen auf die einzelnen Athleten) | Medaillenspiegel (bezogen auf die einzelnen Athleten) | Medaillenspiegel (bezogen auf die einzelnen Athleten) | Medaillenspiegel (bezogen auf die einzelnen Athleten) | Medaillenspiegel (bezogen auf die einzelnen Athleten) |
| Platz                                                 | Mannschaft                                            | Gold                                                  | Silber                                                | Bronze                                                | Gesamt                                                |
| ----------------------------------------------------- | ----------------------------------------------------- | ----------------------------------------------------- | ----------------------------------------------------- | ----------------------------------------------------- | ----------------------------------------------------- |
| 1                                                     | SC Traktor Oberwiesenthal                             | 2                                                     | 1                                                     | 1                                                     | 4                                                     |
| 2                                                     | SC Karl-Marx-Stadt                                    | 0                                                     | 1                                                     | 0                                                     | 1                                                     |
| 3                                                     | SC Dynamo Klingenthal                                 | 0                                                     | 0                                                     | 1                                                     | 1                                                     |

### Teilnehmer nach Sportclubs
| Mannschaft                | Männer | Frauen | Gesamt |
| ------------------------- | ------ | ------ | ------ |
| SC Dynamo Berlin          | 10     | 3      | 13     |
| SC Traktor Oberwiesenthal | 5      | 5      | 10     |
| SC Dynamo Klingenthal     | 8      | 1      | 9      |
| SG Dynamo Weißwasser      | 7      | 0      | 7      |
| ASK Oberhof               | 5      | 0      | 5      |
| SC Karl-Marx-Stadt        | 2      | 2      | 4      |
| SG Dynamo Zinnwald        | 4      | 0      | 4      |
| ASK Vorwärts Crimmitschau | 2      | 0      | 2      |
| SC Motor Zella-Mehlis     | 1      | 1      | 2      |
| ASK Vorwärts Brotterode   | 1      | 0      | 1      |
| SC Empor Rostock          | 1      | 0      | 1      |
| Gesamt                    | 46     | 12     | 58     |